# 코니 스티븐스

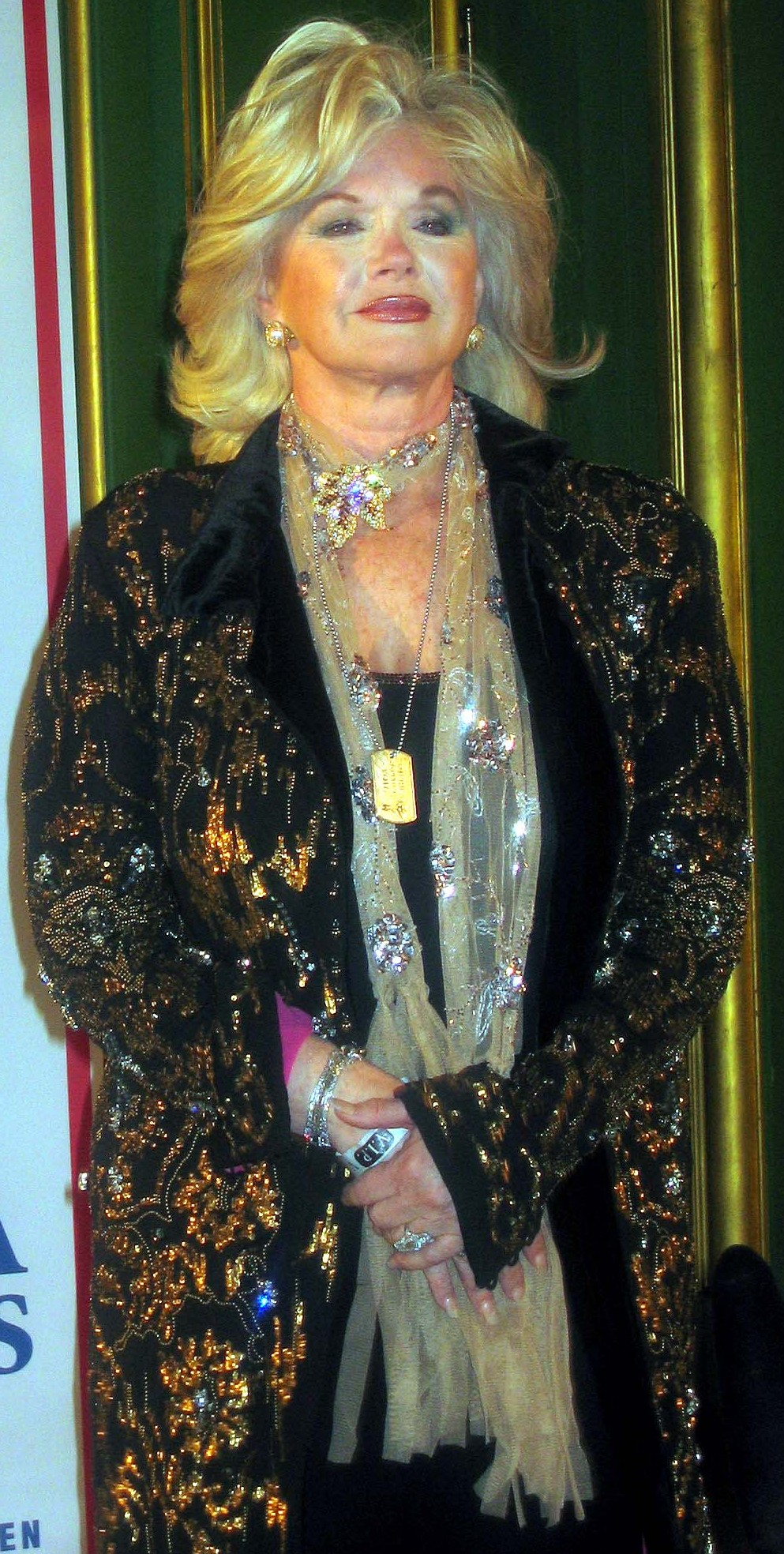
코니 스티븐스

코니 스티븐스(Connie Stevens, 1938년 ~ )는 미국의 가수이다. 뉴욕주 브루클린에서 태어났다. 고교를 졸업한 후 가족과 함께 로스앤젤레스로 이주하였다. 아르바이트로 부르던 노래를 인정받아, 원 브라더스의 청춘스타로 발탁되었다. 영화 《20세의 불장난》, 《수잔의 연인》, 《팜스프링의 주말》 등에 출연하였으며, 감미로운 목소리로 부르는 노래가 유난히 순진함을 강조하고 있다.